# 關山嶺柳
關山嶺柳（学名：Salix okamotoana Koidz.）为楊柳科柳屬下的一个种，是臺灣的特有植物，分布于臺灣本島海拔2,900（9,500英尺）高山峭壁，多生在高山坡，目前尚未由人工引种栽培。
模式標本為1932至1939年間，由日本植物學家岡本省吾於當時高雄州旗山郡邊境的關山山區採集，此地如今也是高雄市的轄區，故又名高雄柳，其模式產地亦非現今所稱之關山嶺山。種小名 okamotoana 即意為「岡本的」。